# Gnassingbé Eyadéma

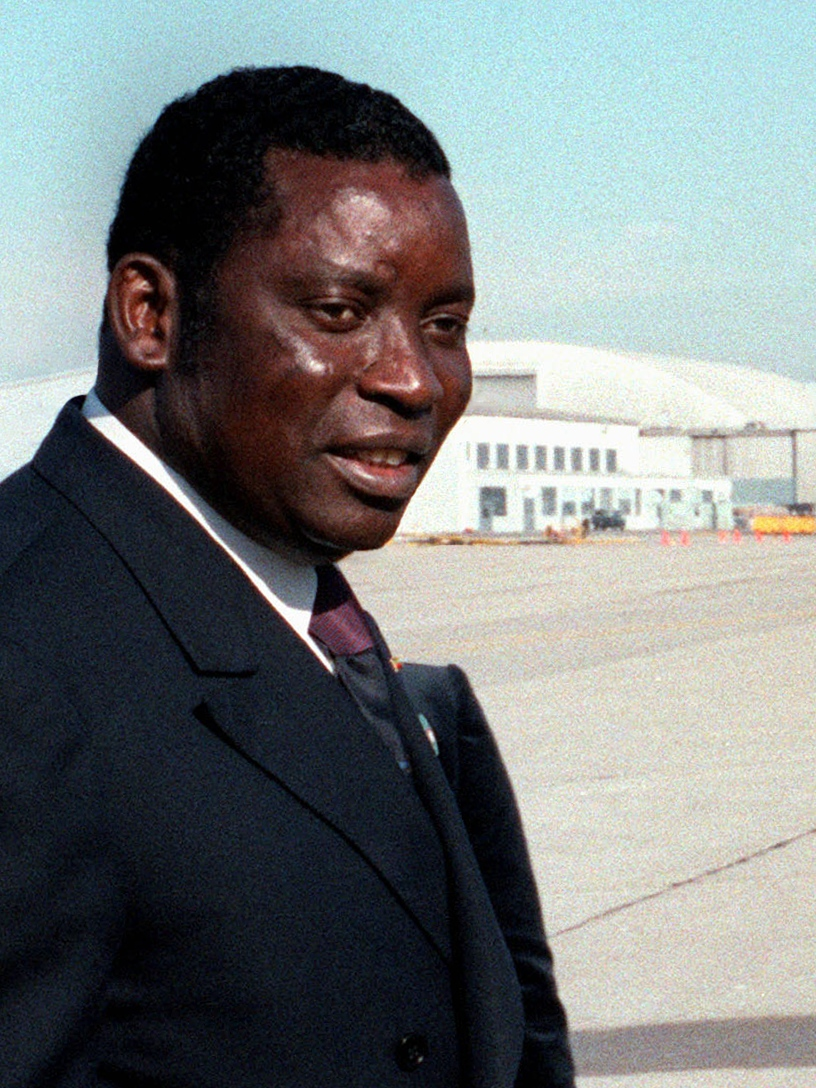
Gnassingbé Eyadéma (1983)

Étienne Gnassingbé Eyadéma [eˈtjɛn ɲasiŋˈbe ejadeˈma] (* 26. Dezember 1935 in Pya, Französisch-Togo; † 5. Februar 2005) war ein togoischer Offizier und Staatspräsident in der Zeit der Militärdiktatur.

## Leben
Eyadéma wuchs im Norden des Landes als Sohn einer Bauernfamilie aus dem Volk der Kabiyé auf. Er genoss eher wenig Schulbildung, aber zeichnete sich bei sportlichen Aktivitäten aus, besonders beim traditionellen Ringkampf. Da er den Wunsch hatte, Soldat zu werden, und Togo damals noch UN-Treuhandgebiet war, ging er mit Schulkameraden über die Grenze in die Kolonie Dahomey, um in den Dienst der französischen Kolonialarmee zu treten und absolvierte die Unteroffizierslaufbahn.
Zwischen 1953 und 1961 nahm er am Indochinakrieg und am Algerienkrieg teil. Er wurde zum Stabsfeldwebel befördert und erhielt zahlreiche Auszeichnungen. Nach der Unabhängigkeit Togos trat er in die neuformierte Armee ein, wurde Offizier und stieg in kurzer Zeit zum Oberstleutnant und Generalstabschef des Landes auf.
Am 13. Januar 1963 stürzte die Armee unter Emmanuel Bodjollé und Étienne Gnassingbé den ersten Präsidenten des unabhängigen Togo, Sylvanus Olympio, und ließ ihn ermorden. Das Militär setzte Nicolas Grunitzky als neuen Präsidenten ein. Exakt vier Jahre später, am 13. Januar 1967, putschte Eyadéma erneut und ernannte sich am 14. April 1967 zum Präsidenten der Republik Togo.
Seither verwendete er nicht mehr seinen christlichen Namen Étienne, sondern nur noch den von ihm selbst gewählten Eyadéma (Kabiyé für Mut). Sein Auftreten soll in den ersten Jahren plump und linkisch gewesen sein und er tat sich schwer, wenn er auf Französisch geschriebene Reden vorlesen sollte. Er soll so unerfahren in der Verwaltung des Landes gewesen sein, dass man sagte, Jacques Foccart, der Berater für die Afrikapolitik Charles de Gaulles, habe das Land per Telefon regiert.
Politische Gegner trieb Gnassingbé Eyadéma ins Exil. Um sein Regime zu festigen, gründete er 1969 die Partei Rassemblement du Peuple Togolais und ließ in der Verfassung das Einparteiensystem verankern. Erste Wahlen fanden 1980 statt.
Am 24. Januar 1974 überlebte Eyadéma einen Flugzeugabsturz im Norden des Landes in der Nähe des Dorfes Sarakawa, bei dem außer ihm alle Passagiere und der Pilot ums Leben kamen. Gnassingbé Eyadéma stellte sein Überleben als ein Wunder dar. Um das Flugzeugwrack wurde in Sarakawa eine Gedenkstätte errichtet.
Gemeinsam mit Nigeria betrieb er 1975 die Gründung der Westafrikanischen Wirtschaftsgemeinschaft.
1990 wurde Eyadéma kurzzeitig entmachtet, kehrte jedoch 1992 mit Hilfe der Militärs an die Macht zurück und regierte das Land bis zu seinem Tod 2005 in Form einer Militärdiktatur.
In seinen späteren Jahren hielt sich Eyadéma wiederholt zu medizinischen Behandlungen im Ausland auf. Als er sich wegen einer dringenden Behandlung auf dem Flug nach Frankreich befand, starb er 2005 an einem Herzanfall. Mit 38 Jahren Regierungszeit war er der dienstälteste Staatschef Afrikas.
Anlässlich seines Todes erklärte der französische Staatspräsident Jacques Chirac öffentlich:

„Mit ihm stirbt ein Freund Frankreichs, der für mich ein persönlicher Freund war (…) mit Sicherheit spürt Afrika den fürchterlichen Schmerz angesichts des Verlusts dieses Mannes, der sich seit so vielen Jahren für regionale Zusammenarbeit, für Vermittlung und für den Friedensprozess eingesetzt hat.“

Gnassingbé Eyadéma hinterließ drei Frauen und viele Kinder. Einer seiner Söhne, Faure Essozimna Gnassingbé, seit 2003 Arbeitsminister Togos, wurde als neuer Staatschef des Landes ausgerufen, was einen Bruch der togoischen Verfassung darstellte, der zufolge der Parlamentspräsident interimistisch das Amt des Präsidenten hätte ausüben müssen.

## Menschenrechtsverletzungen
Während seiner Amtszeit wurden Eyadéma immer wieder Menschenrechtsverletzungen vorgeworfen. So stellt ein Bericht von Amnesty International aus dem Jahr 2003 fest, dass es in Togo im zurückliegenden Jahr mehrere Fälle politisch motivierter Inhaftierungen gegeben habe. Journalisten, Oppositionelle und Gewerkschafter seien ohne Gerichtsverfahren verhaftet und zum Teil misshandelt und gefoltert worden. Die anhaltenden Menschenrechtsverletzungen führten dazu, dass die Europäische Union 1993 die Zahlung von Entwicklungshilfe einstellte und Wirtschaftssanktionen verhängte.

## Auszeichnungen
- 1984: Bayerischer Verdienstorden